# Cheetah (banda)
Cheetah fue una banda australiana de pop rock activa entre 1976 y 1984, con alguna reunión ocasional en el nuevo milenio, formada por las hermanas Chrissie y Lyndsay Hammond. Lanzaron al mercado un solo álbum, titulado Rock & Roll Women en abril de 1982. El sencillo "Walking in the Rain" (1978), escaló a la posición No. 10 en la lista australiana de éxitos Kent Music Report.

## Discografía

### Álbumes
- Rock & Roll Women (Abril de 1982) Albert Music/EMI (EPC 85522)

1. "Bang Bang"
2. "Suffering Love"
3. "Spend the Night"
4. "Rock 'n' Roll Women"
5. "Scars of Love"
6. "My Man"
7. "N.I.T.E."
8. "Come and Get It"
9. "Let the Love Begin"
10. "I'm Yours"